# Урака Кастилска
Урака Кастилска, известна и като Урака Бургундска (на испански: Urraca de Borgoña, на португалски: Urraca de Castela; † 3 ноември 1220), е португалска кралица – съпруга на португалския крал Афонсу II.

## Произход
Урака е дъщеря на крал Алфонсо VIII Кастилски и на английската принцеса Елинор Плантагенет. Тя е внучка на английския крал Хенри II и на Елеонор Аквитанска.

## Легенда
Според легендата, Урака е обсъждана за жена на бъдещия френски крал Луи VIII. Срещу това се обявява баба ѝ Елеонор Аквитанска, която счита, че французите никога не биха одобрили кралицата им да се казва сврака (от испански: Урака означава сврака). Така френска кралица станала сестра ѝ Бланш Кастилска.
Затова през 1206 година Урака е дадена за съпруга на португалския инфант Афонсу, който през 1212 заема португалския престол като крал Афонсу II.

## Деца
Урака ражда на Афонсу II пет деца:
- Саншу II (1207 – 1248), 4-ти крал на Португалия ; встъпва на престола през 1223 година и го предава на своя брат, крал Афонсу III през 1247 година.
- Афонсу III (1210 – 1279), 5-и крал на Португалия; приема управлението от своя брат, крал Саншу II в 1247 година
- Леонор, принцеса на Португалия (1211 – 1231), омъжена за датския крал Валдемар III
- Фернандо, принц на Португалия (1217 – 1246), лорд Серпа
- Висенте (1219)